# جاشوا هانت
جاشوا هانت (انگلیسی: Joshua Hunt؛ زادهٔ ۳ آوریل ۱۹۹۱) دوچرخه‌سوار اهل بریتانیا است.
از باشگاه‌هایی که در آن بازی کرده‌است می‌توان به تیم دوچرخه‌سواری وان اشاره کرد.